# Talg River
Koordinaten: 68° 38′ S, 78° 23′ O
Der Talg River ist einer der größeren Flüsse in den Vestfoldbergen an der Ingrid-Christensen-Küste des ostantarktischen Prinzessin-Elisabeth-Lands. Er fließt vom Sørsdal-Gletscher über die Talg Falls und durch die Talg Gorge zum Krok Lake.
Das Antarctic Names Committee of Australia benannte ihn nach dem Begriff talg aus dem Arabischen, der sich mit Eis übersetzen lässt.